# Ano Pala
Ano Pala ist ein papua-neuguineischer Politiker. Er vertritt für die National Alliance Party den Wahlkreis Rigo in der Provinz Central im Parlament von Papua-Neuguinea.
Im Mai 2010 wurde er Generalstaatsanwalt und Justizminister in der Regierung von Premierminister Michael Somare. Er ersetzte Allan Marat, der zurückgetreten war, nachdem er Kritik an der Regierungspolitik geübt hatte. Pala war Parlamentarischer Staatssekretär des Ministers für Land und Raumordnung sowie Bergbau, Puka Temu.
Im Jahr 2009 unterstützte er öffentlich den Gouverneur der Provinz Eastern Highlands, Malcolm Smith Kela, die die Regierung aufgefordert hatte „einzugreifen, um unsere Bürger vor den asiatischen Geschäftsleuten zu schützen“, die wie er behauptete, „den Einheimischen“ durch den Verkauf von „billigen und gefälschten Produkte Schaden zufügen“, und ihre Mitarbeiter zwingen, zu viele Stunden für Niedriglöhne zu arbeiten. Pala fügte hinzu, dass Einheimische bei der Gründung eines eigenen Unternehmens unterstützt werden sollten: Es gäbe eine „Notwendigkeit, unser Bildungssystem zu befähigen, einige der Grundlagen zu vermitteln, wie man Geld verdient, wie man ein Unternehmen führt und wie man in den Schulen kaufmännisches Wissen und Kenntnisse über das Geschäftsleben vermittelt“.
Am 8. August 2011 wurde Pala Minister für Auswärtige Angelegenheiten und Immigration in der Regierung von Peter O’Neill.
2022 wurde Pala in das 11. Parlament gewählt und am 24. August 2022 zum Minister für Bergbau ernannt.

## Auszeichnungen
Pala wurde bei den Neujahrsehrungen 2001 mit dem Imperial Service Order für öffentliche Verdienste ausgezeichnet.
Für seine Verdienste um das nationale Parlament und den Sport wurde ihm 2007 der Order of St Michael and St George in der Stufe Companion (CMG) verliehen.
Im Rahmen der Geburtstagsfeierlichkeiten der Königin Elisabeth II. wurde er 2020 zum Knight Commander des Order of the British Empire ernannt.